# Fredrik Nicolaas Hermannus Gurck

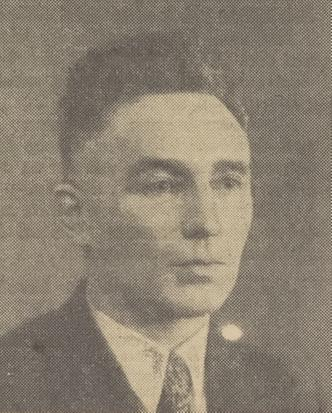
F.N.H. Gurck (ca. 1939)

Fredrik Nicolaas Hermannus Gurck (Ambt Delden, 9 mei 1890 – De Bilt, 10 december 1960) was een Nederlands politicus van de CHU. 
Hij werd geboren als zoon van Marinus Gurck (1838-1901, koopman en houtzaagmolenaar) en Gerharda Gesina Bookholt (ca. 1848-1939). Hij was werkzaam bij de gemeentesecretarie van Ambt Delden en Vlaardingen voor hij begin 1917 de gemeentesecretaris van Kloetinge werd. Later dat jaar volgde zijn benoeming tot gemeentesecretaris van Eibergen. In 1939 werd hij benoemd tot burgemeester van de gemeenten Everdingen en Hagestein. Hij ging in 1955 met pensioen en overleed in 1960 op 70-jarige leeftijd. 